# Orizabus puchicus
Orizabus puchicus är en skalbaggsart som beskrevs av Brett C.Ratcliffe och Ronald D. Cave 2006. Orizabus puchicus ingår i släktet Orizabus och familjen Dynastidae. Inga underarter finns listade i Catalogue of Life.